# 15559 Abigailhines
15559 Abigailhines è un asteroide della fascia principale. Scoperto nel 2000, presenta un'orbita caratterizzata da un semiasse maggiore pari a 2,6174535 UA e da un'eccentricità di 0,0828943, inclinata di 1,77558° rispetto all'eclittica.